# Marie Gabriela Savojsko-Carignanská
Marie Gabriela Savojsko-Carignanská, provdaná z Lobkovic (italsky Maria Gabriella di Savoia-Carignano; 17. května 1748 Turín – 10. dubna 1828 Vídeň) byla italská šlechtična z rodu Savojských z Carignana.

## Původ

Erb savojsko-carignanských knížat

Narodila se jako dcera savojského knížete Ludvíka Viktora a jeho manželky Kristýny Jindřišky Hesensko-Rotenburské.
Měla sestru Marii Terezii Luisu, známou jako kněžna de Lamballe, která byla nejbližší důvěrnicí francouzské královny Marie Antoinetty, za což byla za revoluce týrána a následně zavražděna.
Bratr Viktor Amadeus byl dědečkem pozdějšího sardinského krále Karla Alberta.

## Manželství a rodina
Dne 24. června 1769 v Settimo Torinese poblíž Turína se provdala za českého šlechtice, knížete Ferdinanda Filipa z Lobkovic (1724–1784). Manželé žili ve Vídni.
Ve Vídni nebo na zámku v Roudnici nad Labem se manželům 8. prosince 1772 narodil syn Josef František Maxmilián († 16. prosince 1816), pozdější první vévoda roudnický. Vévoda byl veliký podporovatel umělců, zejména skladatelů Josepha Haydna a Ludwiga van Beethovena, který vévodovi věnoval své symfonie č. 3 "Eroicu", č. 5 "Osudovou", č. 6 Pastorální a další skladby.
Josef František Maxmilián byl ženatý s Marií Karolínou, rozenou kněžnou ze Schwarzenbergu, s níž měl několik dětí:
- Ferdinand Josef z Lobkovic
- Gabriela, provdaná z Auerspergu
- Jan Nepomuk Karel z Lobkovic
- Anna z Lobkovic
- Josef František Karel z Lobkovic
- Karel Jan Josef z Lobkowicz
- Marie Eleonora, provdaná z Windisch-Graetze
- Ludvík Jan Karel z Lobkovic

Marie Gabriela Savojsko-Carignanská z Lobkovic, zemřela 10. dubna 1828 v Lobkovickém paláci ve Vídni.

## Tituly
- 8. prosince 1772 – 10. července 1769 Její jasnost princezna savojská
- 10. července 1769 – 14. ledna 1784 Její jasnost kněžna z Lobkovic
- 14. ledna 1784 – 10. dubna 1828 Její jasnost kněžna vdova z Lobkovic